# قرار مجلس الأمن التابع للأمم المتحدة رقم 674
قرار مجلس الأمن التابع للأمم المتحدة رقم 674، اعتمد في 29 أكتوبر 1990. إن المجلس إذ يشير إلى قراراته 660 (1990) و661 (1990) و662 (1990) و664 (1990) و665 (1990) و666 (1990) و667 (1990) و670 (1990) حول موضوع العراق، أدان المجلس استمرار الوضع في الكويت المحتلة بعد الغزو العراقي في 2 أغسطس 1990، ويعيد التأكيد على هدف المجتمع الدولي للحفاظ على السلم والأمن الدوليين. كان هذا القرار هو العاشر الذي تم اعتماده بخصوص الصراع كما هدد باتخاذ «إجراءات إضافية» إذا لزم الأمر. كان القرار الأكثر شمولية حول النزاع في ما يتعلق بالقضايا الإنسانية، وتم تبنيه بموافقة 13 عضو مقابل امتناع اليمن وكوبا.

## نص القرار
وإذ يؤكد الحاجة الماسة إلى الإنسحاب الفوري وغير المشروط لجميع القوات العراقية من الكويت، واستعادة الكويت لسيادتها واستقلالها وسلامتها الإقليمية وسلطة حكومتها الشرعية،
وإذ يدين الأعمال التي تقوم بها السلطات وقوات الاحتلال العراقية من أخذ رعايا الدول الأخرى رهائن، وإساءة معاملة الكويتيين ورعاية الدول الأخرى واضطهادهم، والأعمال الأخرى التي قدمت عنها تقارير إلى المجلس، مثل إعدام السجلات السكانية الكويتية، وإرغام الكويتيين على الرحيل، ونقل السكان إلى الكويت، والقيام، بشكل غير مشروع، بتدمير الممتلكات العامة والخاصة في الكويت والاستيلاء عليها، بما فيها لوازم ومعدات المستشفيات، انتهاكا لمقررات المجلس، وميثاق الأمم المتحدة، واتفاقية جنيف المتعلقة بحماية المدنيين وقت الحرب، المعقودة في 12 آب/أغسطس 1949 واتفاقية فيينا للعلاقات الدبلوماسية، المعقودة في 18 نيسان/أبريل 1961، واتفاقية فيينا للعلاقات القنصلية، المعقودة في 24 نيسان/أبريل 1963، والقانون الدولي،
وإذ يعرب عن بالغ جزعه إزاء حالة رعاية الدول الأخرى في الكويت والعراق، بمن فيهم موظفو البعثات الدبلوماسية والقنصلية لتلك الدول،
وإذ يؤكد من جديد أن اتفاقية جنيف سالفة الذكر تنطبق على الكويت، وأن العراق، بوصفه طرفا متعاقدا ساميا في تلك الاتفاقية ملزم بالامتثال التام لجميع أحكامها، وأنه مسؤول بصفة خاصة، بموجب الاتفاقية، عن حالات الخرق الخطيرة التي ارتكبها، شأنه في ذلك شأن الأفراد الذين يرتكبون أعمال الخرق الخطيرة أو يأمرون بارتكابها،
وإذ يشير إلى الجهود التي يبذلها الأمين العام فيما يتعلق بسلامة ورفاه رعاية الدول الأخرى في العراق والكويت،
وإذ يساوره بالغ القلق إزاء التكاليف الاقتصادية وإزاء الخسائر والمعاناة التي تحيق بالأفراد في الكويت والعراق نتيجة لغزو واحتلال العراق للكويت،
وإذ يتصرف بموجب الفصل السابع من الميثاق،
وإذ يؤكد من جديد هدف المجتمع الدولي المتمثل في صون السلم والأمن الدوليين بالسعي إلى حل المنازعات والصراعات الدولية بالوسائل السلمية،
وإذ يشير إلى أهمية الدول الذي تضطلع به الأمم المتحدة وأمينها العام في حل المنازعات والصراعات بالوسائل السلمية وفقا لأحكام الميثاق،
وإذ تشير جزعه أخطار الأزمة الراهنة الناجمة عن الغزو والاحتلال العراقيين للكويت، التي تهدد مباشرة السلم والأمن الدوليين. وسعيا منه إلى تفادي أي تفاقم آخر للحالة.
وإذ يطلب إلى العراق الامتثال لقراراته ذات الصلة، وخاصة قراراته 660 (1990) و 662 (1990) و 664 (1990).
وإذ يؤكد من جديد تصميمه على ضمان امتثال العراق لقراراته باستخدام الوسائل السياسية والدبلوماسية إلى أقصى حد،
ألف
1. – يطالب السلطات وقوات الاحتلال العراقية بأن تكف وتمتنع فورا عن أخذ رعايا الدول الأخرى رهائن. وعن إساءة معاملة الكويتيين ورعايا الدول الأخرى واضطهادهم، وعن أي أعمال أخرى كالأعمال التي قدمت تقارير عنها إلى مجلس الأمن والوارد وصفها أعلاه، التي تشكل انتهاكا لمقررات المجلس، وميثاق الأمم المتحدة. واتفاقية جنيف المتعلقة بحماية المدنيين وقت الحرب، المعقودة في 12 آب/أغسطس 1949، واتفاقية فيينا للعلاقات الدبلوماسية، المعقودة في 18 نيسان/أبريل 1961، واتفاقية فيينا للنقصليات العامة، المعقودة في 24 نيسان/أبريل 1963؛
2. – يدعو الدول إلى أن تجمع ما يكون في حوزتها أو يقدم إليها من معلومات مدعمة بالأدلة بشأن حالات الخرق الخطيرة من جانب العراق، على النحو المبين في الفرقة 1 أعلاه، وأن تنقل تلك المعلومات إلى المجلس؛
3. – يؤكد من جديد مطالبته بأن يقوم العراق فورا بالوفاء بالتزاماته تجاه رعايا الدول الأخرى في الكويت والعراق، بمن فيهم موظفو البعثات الدبلوماسية والقنصلية، بموجب الميثاق، واتفاقية جنيف سالفة الذكر، واتفاقية فيينا للعلاقات الدبلوماسية، واتفاقية فيينا للعلاقات القنصلية، والمبادئ العامة للقانون الدولي، وقرارات المجلس ذات الصلة؛
4. – يؤكد من جديد أيضا مطالبته العراق بأن يسمح بمغادرة الكويت والعراق فورا لمن يرغب في ذلك من رعايا الدول الأخرى، بمن فيهم موظفو البعثات الدبلوماسية والقنصلية، وأن يسهل هذه المغادرة؛
5. – يطالب العراق بأن يكفل فورا توفير الأغذية والمياه والخدمات الأساسية اللازمة لحماية ورفاه الرعايا الكويتيين ورعايا الدول الأخرى في الكويت والعراق، بمن فيهم موظفو البعثات الدبلوماسية والقنصلية في الكويت؛
6. – يؤكد من جديد مطالبته العراق بتوفير الحماية فورا لسلامة ورفاه موظفي البعثات الدبلوماسية والقنصلية ومقارها في الكويت والعراق، وعدم اتخاذ أي إجراء من شأنه إعاقة هذه البعثات الدبلوماسية والقنصلية عن أداء مهامها، بما في ذلك إمكانية الاتصال بمواطنيها وحماية أشخاصهم ومصالحهم، وإلغاء أوامره بإغلاق البعثات الدبلوماسية والقنصلية في الكويت وسحب الحصانة من موظفيها؛
7. – يطلب إلى الأمين العام، في سياق مواصلة ممارسة مساعيه الحميدة فيما يتعلق بسلامة ورفاه رعايا الدول الأخرى في العراق والكويت، أن يسعى إلى تحقيق أهداف الفقرات 4 و5 و6 أعلاه وبخاصة توفير الأغذية والمياه والخدمات الأساسية للرعايا الكويتيين وللبعثات الدبلوماسية والقنصلية في الكويت وإجلاء رعايا الدول الأخرى؛
8. – يذكر العراق بمسؤوليته، بموجب القانون الدولي، عن أي خسائر أو أضرار أو إصابات تنشأ فيما يتعلق بالكويت والدول الأخرى ورعاياها وشركاتها، نتيجة لغزو العراق واحتلاله غير المشروع للكويت؛
9. – يدعو الدول إلى جمع المعلومات ذات الصلة المتعلقة بمطالباتها ومطالبات رعاياها وشركاتها للعراق بجبر الضرر أو التعويض المالي بغية وضع ما قد يتقرر من ترتيبات وفقا للقانون الدولي؛
10. – يطلب إلى العراق الامتثال لأحكام هذا القرار وقراراته السابقة، وفي حالة عدم الامتثال سيتعين على المجلس اتخاذ تدابير أخرى بموجب الميثاق؛
11. – يقرر مواصلة النظر في المسألة بشكل نشط ودائم إلى أن تستعيد الكويت استقلالها ويستعاد السلم وفقا لقرارات مجلس الأمن ذات الصلة.
باء
12. – يضع ثقته في الأمين العام لإتاحة مساعيه الحميدة وليقوم، إذا رأى من المناسب، بمواصلتها ولبذل الجهود الدبلوماسية من أجل التوصل إلى حل سلمي للأزمة الناجمة عن الغزو والاحتلال العراقيين للكويت وذلك على أساس القرارات 660 (1990) و 662 (1990) و 664 (1990)، ويدعو جميع الدول، سواء الموجودة في المنطقة أو غيرها، إلى أن تواصل، على هذا الأساس، جهودها لتحقيق هذه الغاية، بما يتفق والميثاق، من أجل تحسين الحالة واستعادة السلم والأمن والاستقرار؛
13. – يطلب إلى الأمين العام أن يقدم تقريرا إلى مجلس الأمن عن نتائج مساعيه الحميدة وجهوده الدبلوماسية.
___________________
1. 1 2  الأمم المتحدة، مجموعة المعاهدات، المجلد 75، العدد 973.
2. 1 2  الأمم المتحدة، مجموعة المعاهدات، المجلد 500، العدد 7310.
3. 1 2  الأمم المتحدة، مجموعة المعاهدات، المجلد 596، العدد 8638.

## روابط خارجية
- نص القرار
- مقاتل من الصحراء (الجزء 1) و (الجزء 2)